# Eshetu Wendimu
Eshetu Wendimu (alternative Schreibweise Eshetu Wondimu; * 3. Oktober 1986) ist ein äthiopischer Langstreckenläufer, der sich auf Straßenläufe spezialisiert hat.
2007 gewann er den Egmond-Halbmarathon, stellte bei den 20 van Alphen mit 56:52 min einen Streckenrekord auf, wurde Vierter beim Berliner Halbmarathon, Siebter beim Rotterdam-Halbmarathon und Zweiter beim Zevenheuvelenloop. Beim Berlin-Marathon begleitete er Haile Gebrselassie auf seinem Weltrekordlauf als Tempomacher bis km 30.
Im darauffolgenden Jahr wurde er beim Berliner Halbmarathon Zweiter mit einer Sekunde Rückstand auf Patrick Makau Musyoki, Neunter beim Delhi-Halbmarathon und kam bei den Halbmarathon-Weltmeisterschaften in Rio de Janeiro auf den 13. Platz. 2009 wurde er Dritter beim Dubai-Marathon, Siebter beim Berlin-Marathon und Zweiter beim Delhi-Halbmarathon.
2010 wurde er Dritter beim Dubai-Marathon, blieb als Zweiter des CPC Loop Den Haag erstmals unter der Ein-Stunden-Marke, wiederum von Patrick Makau Musyoki um eine Sekunde geschlagen, und gewann den Berliner Halbmarathon.
Eshetu Wendimu wurde von Global Sports Communication betreut.

## Persönliche Bestzeiten
- 10.000 m: 27:11,93 min, 26. Mai 2007, Hengelo
- Halbmarathon: 59:52 min, 14. März 2010, Den Haag
- Marathon: 2:06:46 h, 22. Januar 2010, Dubai